# Sarcoptiformes
Ordre
L'ordre des Sarcoptiformes est un groupe d'acariens (arachnides). Il rassemble les Astigmata et les anciens Oribatida, soit plus de 10 000 espèces.

## Classification
Sous-Ordre Endeostigmata
- Cohorte Bimichaeliina (Bimichaeloidea)
- Cohorte Nematalycina (Nematalycoidea)
- Cohorte Terpnacarina
  -     -       - Oehserchestoidea
      - Terpnacaroidea
- Cohorte Alicorhagiina (Alicrhagioidea)

Sous-Ordre Oribatida
- Super-Cohorte Palaeosomatides
  -     -       - Archeonothroidea
      - Palaeacaroidea
      - Ctenacaroidea
- Super-Cohorte Enarthronotides
  -     -       - Hypochthonioidea
      - Prothoplophoroidea
      - Brachychthonoidea
      - Atopochthonioidea
- Super-Cohorte Parhyposomatides (Parhypochthonioidea)
- Super-Cohorte Mixonomatides
  -     -       - Phthiracaroidea
      - Euphthiracaroidea
      - Lohmannioidea
      - Eulohmannioidea
- Super-Cohorte Desmonomatides
  - Cohorte Nothrina
    -       - Crotonioidea
      - Malaconothroidea
      - Nanhermannioidea
      - Hermannioidea

  - Cohorte Brachypylina
    - Sous-Cohorte Pycnonoticae
      - Hermannielloidea
      - Neoliodoidea
      - Plateremaeoidea
      - Gymnodamaeoidea
      - Damaeoidea
      - Polypterozetoidea
      - Cepheoidea
      - Charassobatoidea
      - Microzetoidea
      - Zetorchestoidea
      - Gustavioidea
      - Eremaeoidea
      - Amerobelboidea
      - Eremelloidea
      - Oppioidea
      - Trizetoidea
      - Otocepheoidea
      - Carabodoidea
      - Tectocepheoidea
      - Hydrozetoidea
      - Ameronothroidea
      - Cymbaeremaeoidea

    - Sous-Cohorte Poronoticae
      - Licneremaeoidea
      - Phenopelopoidea
      - Unduloribatoidea
      - Limnozetoidea
      - Achipterioidea
      - Oribatelloidea
      - Ceratozetoidea
      - Zetomotrichoidea
      - Oripodoidea
      - Galumnoidea

  - Cohorte Astigmatina
    - Sous-Cohorte Acaridia
      - Schizoglyphoidea
      - Histiostomatoidea
      - Canestrinioidea
      - Hemisarcoptoidea
      - Glycyphagoidea
      - Acaroidea
      - Hypoderoidea
      - Sarcoptidae
        -  Sarcoptes scarbei

    - Sous-Cohorte Psoroptidia
      - Pterolichoidea
      - Freyanoidea
      - Analgoidea
      - Pyroglyphoidea
      - Psoroptoidea

## Référence
- Reuter, 1909 : Zur Morphologie und Ontogenie der Acariden mit besonderer Berücksichtigung von Pediculopis graminum. Acta Soc Sci Fenn 36 pp 1–288.